# Paul Enquist
Paul N. Enquist (født 13. december 1955 i Seattle) er en amerikansk tidligere roer og olympisk guldvinder.

## Rokarriere
Enquist spillede først basketball, men da han blev vraget hos sit universitetshold, kastede han sig over rosporten for University of Washington. Her gik det bedre, og han var med til at vinde Henley Royal Regatta i både firer uden styrmand og otter i 1977. Han gik senere over til scullere, hvor han i nogle år særligt dyrkede singlesculler.
Til OL 1984 i Los Angeles roede han dobbeltsculler sammen med Bradley Lewis. Ved disse lege deltog blot 11 både, blandt andet fordi flere af de østeuropæiske lande boykottede legene. Lewis og Enquist blev nummer to i indledende heat og måtte i opsamlingsheat. Dette vandt de og var derpå i finalen, hvor de vandt guld foran belgierne Pierre-Marie Deloof og Dirk Crois, mens jugoslaverne Zoran Pančić og Milorad Stanulov fik bronze.

## Videre karriere
Enquist indstillede reelt sin rokarriere efter OL for at arbejde på sin fars fiskerbåd i Washington. Han købte senere sin egen båd og blev derpå selvstændig fisker, hvilket han supplerede med havnearbejde.

## OL-medaljer
- 1984:  Guld i dobbeltsculler